# Огунжими, Марвин
Марвин Огунжими (нидерл. Marvin Ogunjimi; род. 12 октября 1987, Мехелен, Фламандский регион) — бельгийский футболист, нападающий.

## Карьера

### Клубная
Футбольную карьеру начал в 2004 году в клубе «Генк». В 2011 году подписал контракт с испанской «Мальоркой». В 2014 году перешёл в норвежский «Стрёмсгодсет». В 2016 году стал игроком южнокорейского клуба «Сувон». В 2017 году играл за албанский «Скендербеу». В 2018 году перешел в белорусский «Динамо-Брест» принял участие в четырёх матчах, где не отметился результативными действиями. В мае 2018 года покинул клуб по соглашению сторон. 1 июля начал играть в составе вьетнамского клуба «Сайгон». В декабре 2018 перешёл в бельгийский клуб «Льерс», выступающий в любительской лиге. Подписал контракт сроком на 1,5 года.

### В сборной
С 2010 года по 2011 год играл за сборную Бельгии. Сыграл 7 матчей, забил 5 мячей.

## Голы за сборную
| № | Дата            | Место     | Противник | Счёт | Результат | Соревнование |
| - | --------------- | --------- | --------- | ---- | --------- | ------------ |
| 1 | 8 октября 2010  | Казахстан | Казахстан | 1:0  | Победа    | ОЧЕ-2012     |
| 2 | 8 октября 2010  | Казахстан | Казахстан | 2:0  | Победа    | ОЧЕ-2012     |
| 3 | 12 октября 2010 | Бельгия   | Австрия   | 3:3  | Ничья     | ОЧЕ-2012     |
| 4 | 3 июня 2011     | Бельгия   | Турция    | 1:0  | Ничья     | ОЧЕ-2012     |
| 5 | 7 октября 2011  | Бельгия   | Казахстан | 4:1  | Победа    | ОЧЕ-2012     |